# Зюраткуль (національний парк)
Національний парк «Зюраткуль» організований 3 листопада 1993 року. Загальна площа — 88 249 гектарів, протяжність із півночі на південь — 49 км, протяжність із заходу на схід — 28 км.
Парк виконує такі основні завдання: збереження еталонних та унікальних природних комплексів, пам'яток природи, історії, культури, археології та інших об'єктів культурної спадщини; екологічне просвітництво населення; розробка та впровадження наукових методів охорони природи в умовах рекреаційного використання; екологічний моніторинг; відновлення порушених природних та історико-культурних комплексів; створення умов для регульованого туризму та відпочинку.
Національний парк перебуває у віданні Міністерства природних ресурсів та екології Російської Федерації.

## Географія

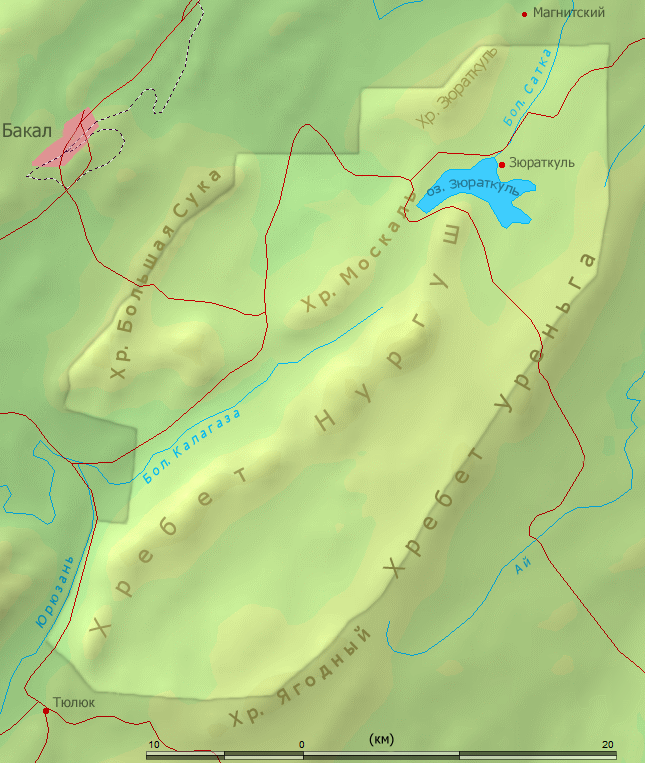
Схема національного парку «Зюраткуль»

На території парку розташоване водосховище Зюраткуль — єдине високогірне озеро на західному схилі Південного Уралу (724 м над рівнем моря) та безліч гірських хребтів, зокрема Зюраткуль (довжина 8 км, висота 1175,2 м), Нургуш (висота 1406 м).
Розташування парку «Зюраткуль» на стику двох природних зон — тайгової та лісостепової — зумовило багатство флори та фауни.
Згідно з БРЕ, наголос у слові Зюраткуль ставиться на останній склад («Зюратку́ль»), місцева вимова характеризується наголосом на другий склад («Зюра́ткуль»).

## Клімат
Клімат помірно-континентальний. Зима холодна, а літо тепле. Середньорічна кількість опадів становить 730 мм. Вегетаційний період триває 4,5-5 місяців.

## Визначні пам'ятки

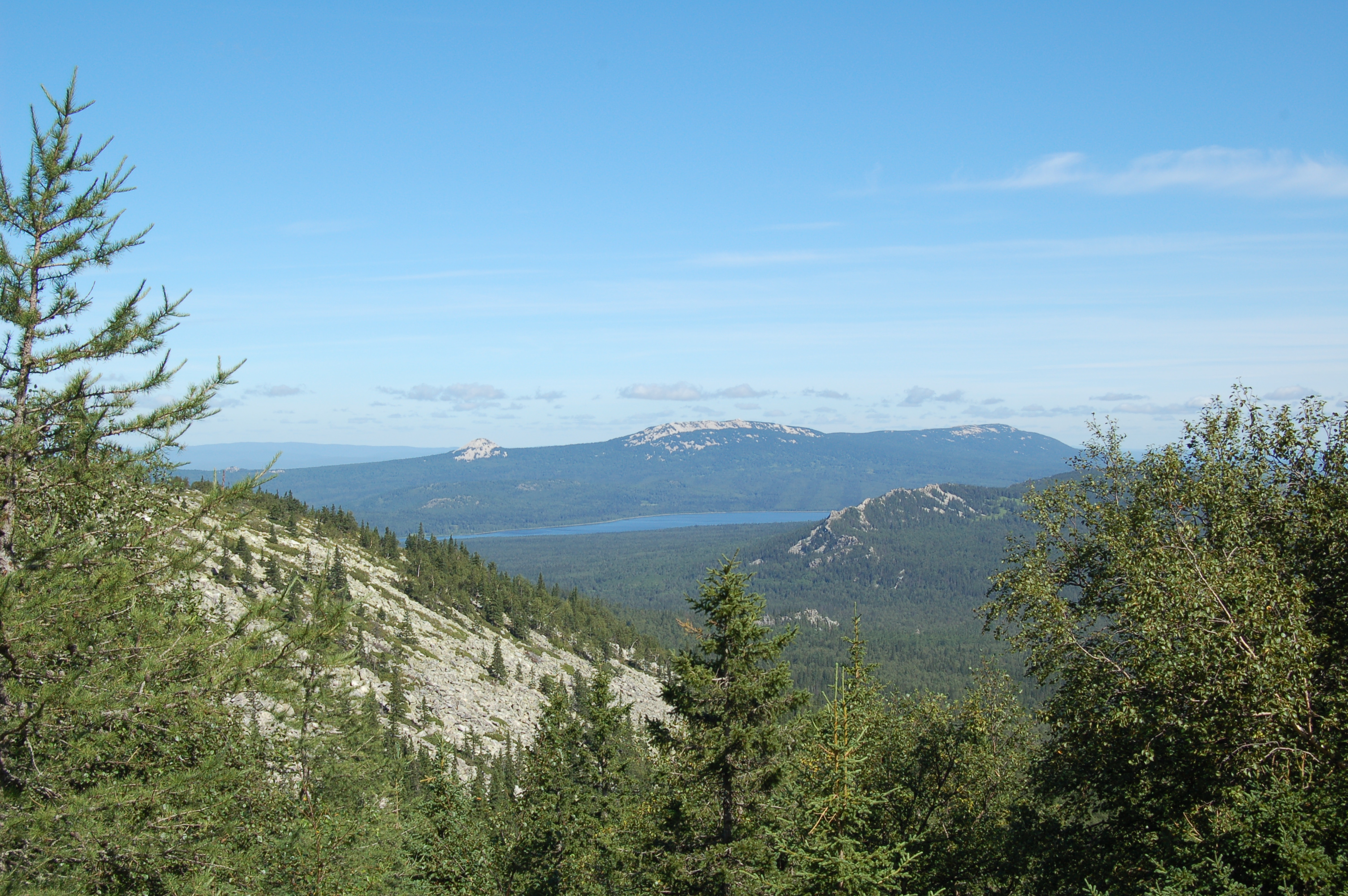
Хребет (на дальному плані) та озеро Зюраткуль, вид із хребта Нургуш

До складу парку входять такі пам'ятки природи, як високогірне водосховище Зюраткуль, річки Калагаза та Березяк, скелі Зюраткульські Стовпи, В'язовий гай. Численні пам'ятки парку: гірсько-тундрове плато площею 9 км² на вершині хребта Нургуш, артезіанське джерело Фонтан у верхів'ях річки Мала Сатка, реліктові модрини на хребтах Уреньга і Лукаш (Нукаш), реліктові ялинники на хребтах Нургуш та Лукаш, скельний останець «Грєбєшок» на річці Березяк в урочищі Виноградів хутір, цибулева галявина у верхів'ях річки Мала Сатка, гребля на озері, дериваційний (напрямний) канал завдовжки 9 км від озера до будівлі ГЕС у селищі Магнітка, ділянки реліктової лісостепової рослинності на висоті 850 м над рівнем на хребті Малий Москаль, торф'яні болота на мисі Довгий ялинник, скелі Ведмеді на хребті Зюраткуль.

## Рослинний світ
На території переважають ліси — ялинові та ялино-ялицеві, а також березняки. Багатство флори доводить наявність 653 видів рослин, у тому числі сибірських та європейських (ялиця сибірська, ялина європейська тощо). До Червоної книги Росії занесено 70 рідкісних рослин парку, серед них: черевички справжні, черевички великоквіткові, надбородник безлистий, зозулинець чоловічий, вітряниця уральська і лобарія легеневоподібна.
90 % території зайнято темно-хвойною тайгою, але на окремих ділянках трапляється береза.

## Тваринний світ
Тваринний світ «Зюраткуля» налічує 214 видів, у тому числі 40 видів ссавців: хижаки — 14 (ведмідь, вовк, лисиця, куниця, горностай тощо), копитні — 3 (лось, сарна, рідко вепр), зайцеподібні — 2. У складі фауни також риби — 17 (лящ, окунь, харіус, минь, щука та інші), земноводні — 3, рептилії — 6, птахи — 145. Трапляються рідкісні види тварин: європейська норка, беркут, сапсан, пугач, харіус європейський, мнемозина і аполлон звичайний. Ці види занесені до Червоної книги Росії.

## Археологія
На березі озера виявлено 12 стоянок стародавніх людей двох епох: мезоліт — 12 тис. років, неоліт — 6-3 тис. років тому. Збереглися частини будівель, вироби, кам'яні сокири, бронзові наконечники, скребки, рубила тощо. В експозиції Саткінського краєзнавчого музею, присвяченій цьому періоду часу, представлено багато предметів розкопок.
2011 року виявлено геогліф на землі у вигляді лося розмірами 218 на 195 метрів. Висловлювалися припущення, що вік зображення — близько 8000 років, проте ці твердження критикували: зокрема, стверджується, що це лижна тренувальна траса початку XXI століття.

## Туристичні об'єкти
Головними туристичними об'єктами є 5 хребтів та високогірне озеро. До підніжжя хребта Зюраткуль прокладено зручну екологічну стежку.
- На базі відпочинку «Екопарк Зюраткуль» розташований мінізоопарк. Він перебуває у стадії формування. Не всі тварини звіринця мешкають у природі Уралу. Наприклад, чорний (гімалайський) ведмідь та верблюд типові для інших природних зон. Також на базі відпочинку «Екопарк Зюраткуль» є Центр їздового спорту «Wild dogs», де взимку можна покататися на собачій упряжці.
- У національному парку між селищем Зюраткуль та селищем Магнітським є мараловодчеське господарство «Ведмежа радість», де перебувають напівдикі олені, привезені з Алтаю.